# La Guerche-de-Bretagne
La Guerche-de-Bretagne is een gemeente in het Franse departement Ille-et-Vilaine (regio Bretagne). De plaats maakt deel uit van het arrondissement Fougères-Vitré. La Guerche-de-Bretagne telde op 1 januari 2022 4.450 inwoners.

## Geografie
De oppervlakte van La Guerche-de-Bretagne bedroeg op 1 januari 2022 11,53 vierkante kilometer; de bevolkingsdichtheid was toen 385,9 inwoners per km².

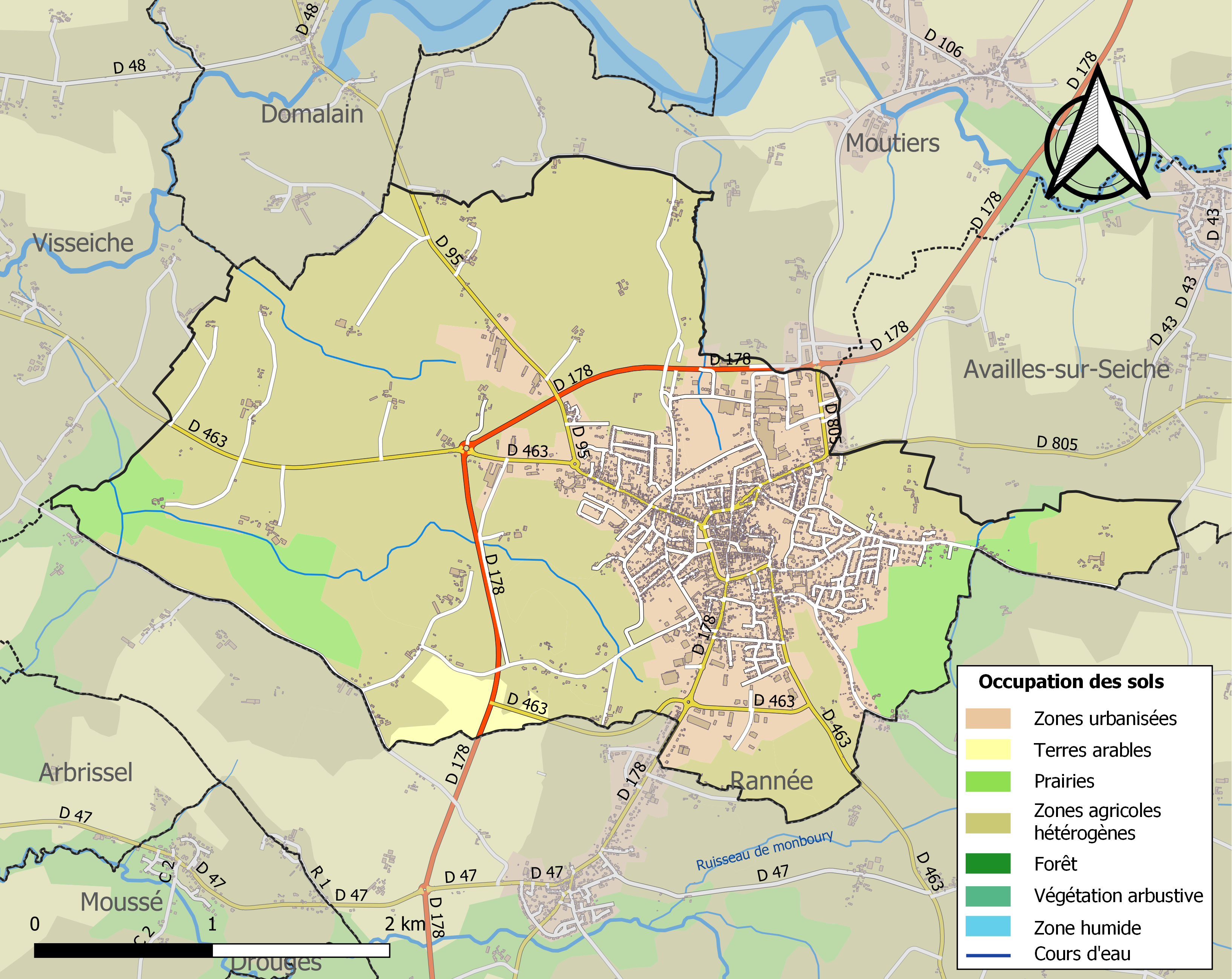
Kaart van de gemeente met belangrijkste infrastructuur, bodemgebruik en omliggende gemeenten

## Demografie
Onderstaande figuur toont het verloop van het inwonertal, bron: INSEE-tellingen. 